# Cal Salvador
Cal Salvador és una casa antiga al Carrer de l'Amargura, nucli primigeni poble de Castellcir al terme municipal del mateix nom, a la comarca del Moianès. La casa antiga és una de les dues que foren aprofitades per a la Casa de la Vila, la paret oriental de les quals encara és perfectament visible. L'altra casa és Cal Carreter.

Cal Salvador, respecte del terme de Castellcir